# نيبويشا بيتروفيتش
نيبويشا بيتروفيتش هو لاعب كرة قدم ومدرب كرة قدم صربي في مركز الهجوم، ولد في 14 يونيو 1960 في جمهورية يوغوسلافيا الاشتراكية الاتحادية. لعب مع راد بيوغراد ونادي أو إف كيه بيوغراد ونادي رييكا.

## وصلات خارجية
- نيبويشا بيتروفيتش على موقع قاعدة بيانات كرة القدم.إي يو (الإنجليزية)
- نيبويشا بيتروفيتش على موقع Soccerway.com (الإنجليزية)
- نيبويشا بيتروفيتش على موقع عالم كرة القدم.نت (الإنجليزية)